# Johannes Lauer

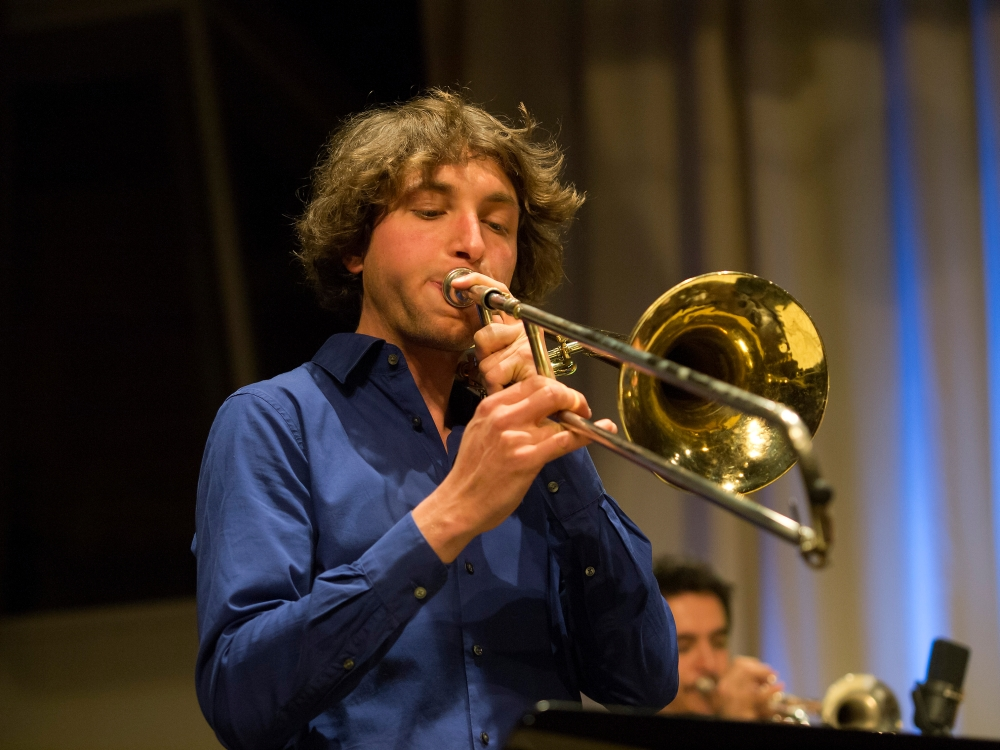
Johannes Lauer (München 2012)

Johannes Lauer (* 10. August 1982 in Tübingen) ist ein deutscher Jazzposaunist, Pianist und Komponist.

## Leben und Wirken
Lauer besuchte das Spohn-Gymnasium Ravensburg. Er erhielt Klavier- und später auch Posaunenunterricht, u. a. bei Ernst Hutter und Jiggs Whigham. Nach der erfolgreichen Teilnahme an den Nachwuchs-Wettbewerben Jugend musiziert und Jugend jazzt war er von 1998 bis 2002 Mitglied im Bundesjazzorchester. Von 2002 bis 2004 studierte er Jazzposaune an der Universität der Künste Berlin, u. a. bei Adrian Mears. Mit einem Erasmus-Stipendium wechselte er an die Musikhochschule Luzern, wo er Unterricht hatte bei Nils Wogram, David Angel, Kurt Rosenwinkel und Dieter Ammann und 2006 mit Diplomen als Interpret und Komponist, beide mit Auszeichnung, abschloss. Bereits während dieser Zeit war er mit eigenen Gruppen unterwegs. 2007 ging er für ein Masterstudium nach New York City, wo er auch am BMI Jazz Composers Workshop bei Jim McNeely und Michael Abene teilnahm. Neben eigenen Gruppen wie dem mit Tyshawn Sorey gebildeten Duo Lauer/Sorey, Lauer/Malaby/Gress/Sorey, dem Trio Morf (mit Oliver Potratz und Christian Weidner) und der Bigband Lauer Large gehörte er auch zum Quintett von Henning Sieverts, dem Andromeda Mega Express Orchestra und den Bands von Harald Rüschenbaum, Pascal Niggenkemper, Olivia Trummer, Nils Wogram und Wanja Slavin. Er ist auch auf Alben der SWR-Bigband und von Niels Klein (Loom) sowie Joscha Oetz (Perfektomat) zu hören. 2019 trat er als Mitglied der German All Stars (mit Angelika Niescier, Christian Kögel, Julia Kadel, Eva Kruse und Eva Klesse) auf dem Deutschen Jazzfestival in Frankfurt auf.
Auf Einladung des Goethe-Instituts nahm Lauer am ersten EurOpen Meeting im Copenhagen Jazzhouse teil; auch spielte er in Mali, Südamerika, Südostasien und auf Festivals wie dem Deutschen Jazzfestival und dem JazzFest Berlin.
Seine Komposition Scenes wurde 2008 in der Carnegie Hall uraufgeführt. Auch schrieb er die Musik zum Stück Trabi auf Touren des Chawwerusch Theaters und zum Kurzfilm Wolkenbruch (2005) von Simon Eltz. Er wirkte weiterhin bei Christoph Schlingensiefs Produktion Via Intolleranza II (Musik und Dirigat: Arno Waschk) mit.
Seit 2008 lebt Lauer in Berlin.

## Preise und Auszeichnungen
Bei Jugend musiziert wurde Lauer mit Bundespreisen in den Wertungen Klavier vierhändig, Blechbläser-Quartett und Posaune solo (2000) bedacht; auch erhielt er einen ersten Preis beim bayerischen Landeswettbewerb Jugend jazzt und dann den Newcomer-Preis der Süddeutschen Zeitung mit der Band Fast-Break Quintett. 2003 gewann er die international renommierte Frank Rosolino Competition, 2005 den Coup de Cœur beim 1er Concours de Jeunes Solistes de Jazz in Fribourg. 2015 erhielt er den Förderpreis der Internationalen Bodensee Konferenz.

## Diskographische Hinweise
- Young Friends - Great German Songbook (mit Axel Schlosser, Florian Trübsbach, Michael Wollny, Eva Kruse, Eric Schaefer, 2005)
- Johannes Lauers Streicheinheit (mit Tobias Preisig, Christoph König, Stephan Braun, Philipp Steen, 2007)
- Lauer Large Konstanz Suite (mit Matthias Schriefl, Peter Evans, Matthias Spillmann, Andreas Tschopp, Gerhard Gschlößl, Simon Harrer, Christian Weidner, Reto Suhner, Florian Trübsbach, Matthias Erlewein, Steffen Schorn, Ronny Graupe, Colin Vallon, Henning Sieverts, Tyshawn Sorey, 2009)
- Henning Sieverts Symmetry Blackbird (mit Chris Speed, Achim Kaufmann, John Hollenbeck, 2009)
- Lauer Large Less Beat More! (mit Matthias Schriefl, Matthias Spillmann, Kasper Tranberg, Andreas Tschopp, Gerhard Gschlößl, Simon Harrer, Christian Weidner, Reto Suhner, Wanja Slavin, Domenic Landolf, Steffen Schorn, Ronny Graupe, Christian Kögel, Henning Sieverts, Andreas Haberl, 2012)
- Bobby Burgess Big Band Explosion Live at Rosenau Vol. 1 und 2 (2007)
- Olivia Trummer Quartett Poesiealbum (2011)
- SWR Big Band Die Besten aus Südwesten (2012)
- Joscha Oetz Perfektomat (2014)
- Niels Klein Loom (2016)
- Los Toscos & Tony Malaby La Vigilia de las Flores (2019)
- Ines Granja Remembranzas (2020)
- Rufus Temple Orchestra New Orleans Joys - The music of Jelly Roll Morton (2020)
- Csókolom Black Bird Delight (2021)
- Rainer Tempel 3'00 (2021)
- Liun and the Science Fiction Orchestra Lily of the Nile (2022)
- Rufus Temple Orchestra Original Rags & Tracks (2022)
- Zwitschermaschine Looping (2023)